# 다수대표제
다수투표제(多數投票制)는 하나의 선거구에서 가장 많은 표를 얻은 후보를 당선자로 정하는 선거 제도, 소선거구제를 기초로 하며, 선두당선제 또는 다수대표제(영어: Majoritarian Representation)으로도 부른다.
득표의 다수 요건에 관해서 단지 다른 후보들보다 1표라도 많은 득표만 하면 되는 단순 다수투표제(상대 다수대표제)와 과반수의 득표를 하여야 하는 절대 다수투표제로 구분할 수 있다. 절대 다수투표제의 경우에는 투표에서 과반수를 득표한 후보가 없는 경우 1·2위 후보자를 상대로 2차 투표를 실시하는 결선투표제(여러 나라의 대통령 선거, 프랑스)와 선거권자가 각 후보자에 대해 선호의 순위를 표시하여 투표하는 선호투표제(오스트레일리아)가 있다.

## 같이 보기
- 소선거구제
- 소수대표제